# Agnès della Faille d'Huysse
 (septembre 2014).
Pour les articles homonymes, voir della Faille.
La baronne Agnès Berthe Marie Gabrielle della Faille d'Huysse, née à Bruxelles le 8 mars 1888 et morte à Huise le 5 juin 1971, est une femme politique belge. Elle est la nièce d'Hermann della Faille d'Huysse.
Elle fut :
- Dame de compagnie de la reine des Belges Élisabeth de Bavière ;
- Bourgmestre d'Huysse (en néerlandais : Huise) (1927-1970) ;
- Sénatrice de l'arrondissement d'Audenarde-Alost (1946-1950) ;
- Présidente du Comité de protection de l'Institut supérieur agricole de Laeken ;
- Présidente de l'Institut neurologique de Belgique.

## Sources
- (nl) P. Van Molle, Het Belgisch parlement, p. 90 en 399;
- (nl) De Stem van het Volk, 1949, nr. 8A, p. 4.
- (nl) « Barones della Faille d'Huysse ». De Nieuwe Gids, 11 juin 1950.
- « La baronne della Faille et ses 25 ans de mayorat », La Nation Belge, 20 juin 1950.